# Cuve Axolotl
Cet article possède un paronyme, voir Axolotl.
La cuve Axolotl, ou cuve axlotl est une des technologies de l'univers de Dune, décrite par Frank Herbert.

## À l'époque de Paul Atréides
Les cuves Axlotl furent développées par le Bene Tleilax. Cette technique restée longtemps mystérieuse, permet de cloner tout être humain à partir de l'ADN de cellules recueillies sur un corps mort ou vivant. De plus, les « sorciers génétiques » que sont les Tleilaxus savent améliorer le code génétique du sujet cloné en supprimant un défaut ou en accentuant une caractéristique. Le clone s'appelle « ghola ».
Le premier ghola mentionné dans l’univers de Dune fut Hayt, un clone de Duncan Idaho, mort au combat lors de l’assaut Harkonnen sur Arrakis pour anéantir les Atréides. Hayt sera le premier ghola à retrouver ses souvenirs ; à la suite de cette découverte, les Tleilaxu tentent d'acheter l'Empereur par divers chantages ou offres, comme de faire revenir des parents ou un fils morts.

## Après Leto II
À l'époque de La Maison des mères, les sœurs du Bene Gesserit achètent des gholas aux Tleilaxu et développent des techniques pour les amener à retrouver leur mémoire initiale. On apprend alors qu'une cuve est en fait une femme vivante mais inconsciente, maintenue en vie dans une solution nutritive et dont on utilise l’utérus comme matrice. Après la destruction des Tleilaxu par les Honorées Matriarches, les Bene Gesserit se prêteront elles-mêmes à la tâche de mettre au monde des gholas, sur la base du volontariat. Ironie du sort, les Honorées Matriarches sont elles-mêmes pour partie issues de cuves axlotl qui se sont réveillées et ont développé une haine des Tleilaxu.
Parallèlement, la cuve axolotl est utilisée comme source d'épice artificielle par les Tleilaxu pour inonder le marché.